# Герои Социалистического Труда Астраханской области
В настоящий список включены:

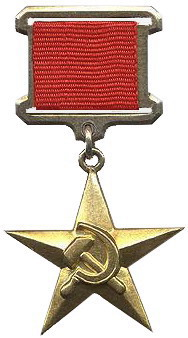
Золотая медаль «Серп и Молот»

- Герои Социалистического Труда, на момент присвоения звания проживавшие на территории современной Астраханской области, — 29 человек;  персиковым цветом  выделены Герои, проживавшие на территории районов, входивших в состав Астраханской области в 1943—1957 годах, а ныне являющихся территорией Республики Калмыкия (11 человек);
- уроженцы Астраханской области, удостоенные звания Героя Социалистического Труда в других регионах СССР, — 29 человек;
- Герои Социалистического Труда, прибывшие в Астраханскую область на постоянное проживание из других регионов, — 1 человек;

Вторая и третья части списка могут быть неполными из-за отсутствия данных о месте рождения и месте смерти ряда Героев.
В таблицах отображены фамилия, имя и отчество Героев, должность и место работы на момент присвоения звания, дата Указа Президиума Верховного Совета СССР, отрасль народного хозяйства, место рождения, а также ссылка на биографическую статью на сайте «Герои страны». Формат таблиц предусматривает возможность сортировки по указанным параметрам путём нажатия на стрелку в нужной графе.

## История
Первое присвоение звания Героя Социалистического Труда в Астраханской области произошло 5 ноября 1943  года, когда Указом Президиума Верховного Совета СССР за  особые заслуги в обеспечении перевозок для фронта и народного хозяйства и выдающиеся достижения в восстановлении железнодорожного хозяйства в трудных условиях военного времени был награждён бригадир Астраханской дистанции пути И. И. Наволокин.
Большинство Героев Социалистического Труда в Астраханской области приходится на сельское хозяйство — 14 человек. Остальные Герои трудились в сфере транспорта — 6, рыбного хозяйства — 5, радиопромышленности, мелиорации, связи, здравоохранения — по 1.

## Лица, удостоенные звания Героя Социалистического Труда в Астраханской области
| №         | Фамилия, имя, отчество          | Даты жизни              | Деятельность | Дата присвоения | Отрасль         | Место рождения       | ГС        |
| --------- | ------------------------------- | ----------------------- | --- | --------------- | --------------- | -------------------- | --------- |
| 1         | Авдеев Константин Фролович      | 29.10.1931 — 20.02.2001 | Старший чабан колхоза имени Ленина Лиманского района Астраханской области | 22.03.1966      | сельхоз         | Лиманский район      | [ ГС 1 ]  |
| 1.000001  | Ануфриенко Василий Никифорович  | 1900—1958               | Старший чабан колхоза имени Сталина Степновского района Астраханской области | 22.08.1950      | сельхоз         | *Калмыкия            | [ ГС 2 ]  |
| 2         | Аншаков Иван Яковлевич          | 1930—1993               | Машинист экскаватора передвижной механизированной колонны № 26 треста «Севводстрой» Главастраханрисстроя Министерства мелиорации и водного хозяйства РСФСР, Астраханская область | 08.04.1971      | мелиоводхоз     | Астраханская область | [ ГС 3 ]  |
| 3         | Бабаев Наби Хаиршахович         | род. 10.07.1934         | Старший чабан совхоза «Волжский» Енотаевского района Астраханской области | 22.03.1966      | сельхоз         | Харабалинский район  | [ ГС 4 ]  |
| 4         | Байков Сергей Алексеевич        | 14.08.1927 — 14.10.1988 | Директор совхоза «Астраханский» Наримановского района Астраханской области | 13.03.1981      | сельхоз         | Астрахань            | [ ГС 5 ]  |
| 5         | Белякова Нина Семёновна         | 1916—2002               | Врач городской больницы № 2, гор. Астрахань | 20.07.1971      | здравоохранение | Астрахань            | [ ГС 6 ]  |
| 6         | Буков Иван Яковлевич            | 05.05.1925 — 14.07.2014 | Машинист тепловозного депо Верхний Баскунчак Приволжской железной дороги, Астраханская область                                                                                   | 01.08.1959      | транспорт       | *Псковская область   | [ ГС 7 ]  |
| 7         | Ваксер Николай Алексеевич       | 1915—1984               | Газосварщик Астраханского тепловозоремонтного завода, Астраханская область | 01.08.1959      | транспорт       | *Воронежская область | [ ГС 8 ]  |
| 7.000002  | Герасименко Анастасия Андреевна | 07.03.1907 — 10.1980    | Скотница мясного совхоза «Приозёрный» Министерства совхозов СССР, Никольский район Астраханской области                                                                          | 17.09.1949      | сельхоз         | *Ростовская область  | [ ГС 9 ]  |
| 7.000003  | Гребенюк Андрей Гаврилович      | 1902—1979               | Скотник мясного совхоза «Приозёрный» Министерства совхозов СССР, Никольский район Астраханской области                                                                           | 17.09.1949      | сельхоз         | *Калмыкия            | [ ГС 10 ] |
| 7.000004  | Гребенюк Мария Андреевна        | 13.02.1925 — 31.10.1994 | Скотница мясного совхоза «Приозёрный» Министерства совхозов СССР, Никольский район Астраханской области                                                                          | 17.09.1949      | сельхоз         | *Калмыкия            | [ ГС 11 ] |
| 8         | Дедов Иван Андреевич            | 15.08.1929 — 19.03.2010 | Бригадир колхоза «Общий труд» Лиманского района Астраханской области | 07.12.1973      | сельхоз         | Лиманский район      | [ ГС 12 ] |
| 9         | Евсеев Василий Петрович         | 05.04.1909 — 29.05.1970 | Капитан рыболовного сейнера «Астраханец» рыболовецкого колхоза «Память Ильича» Камызякского сельского района Астраханской области                                                | 13.04.1963      | рыбхоз          | Камызякский район    | [ ГС 13 ] |
| 9.000005  | Ефентьев Василий Яковлевич      | 1905—1982               | Скотник мясного совхоза «Приозёрный» Министерства совхозов СССР, Никольский район Астраханской области                                                                           | 17.09.1949      | сельхоз         | *Калмыкия            | [ ГС 14 ] |
| 9.000006  | Запариванный Степан Михеевич    | 17.04.1904 — 03.06.1988 | Старший чабан совхоза «Западный» Министерства совхозов СССР, Степновский район Астраханской области                                                                              | 01.12.1949      | сельхоз         | *Ростовская область  | [ ГС 15 ] |
| 10        | Калиева Джамиля                 | 01.09.1934 — 12.12.2006 | Старший чабан колхоза «Заря коммунизма» Харабалинского района Астраханской области                                                                                               | 22.03.1966      | сельхоз         | Харабалинский район  | [ ГС 16 ] |
| 11        | Камнев Георгий Захарович        | 05.05.1925 — 15.10.1988 | Председатель колхоза «Красный партизан» Харабалинского района Астраханской области                                                                                               | 10.03.1976      | сельхоз         | Харабалинский район  | [ ГС 17 ] |
| 12        | Каримов Лати                    | род. 1930               | Старший табунщик колхоза «Кзыл-Тан» Марфинского района Астраханской области | 10.06.1949      | сельхоз         | Володарский район    | [ ГС 18 ] |
| 13        | Кинжибаев Карим Шахназарович    | 15.09.1924 — 30.03.1994 | Бригадир колхоза «Актив» Наримановского района Астраханской области | 30.04.1966      | сельхоз         | Приволжский район    |           |
| 14        | Кожевников Алексей Кириллович   | 09.06.1919 — 02.10.1996 | Бригадир колхоза имени Кирова Харабалинского района Астраханской области | 23.12.1976      | сельхоз         | Харабалинский район  | [ ГС 19 ] |
| 15        | Колчин Анатолий Иванович        | 18.10.1932 — 04.05.2004 | Звеньевой рыбаков рыболовецкого колхоза имени XX партсъезда Володарского района Астраханской области                                                                             | 17.02.1986      | рыбхоз          | Володарский район    | [ ГС 20 ] |
| 16        | Коноплёв Григорий Георгиевич    | 21.10.1925 — 13.04.2017 | Председатель колхоза имени Кирова Харабалинского района Астраханской области | 07.12.1973      | сельхоз         | Харабалинский район  | [ ГС 21 ] |
| 17        | Копылов Иван Васильевич         | 06.07.1926 — 18.04.2017 | Токарь-расточник судоремонтно-судостроительного завода имени Ленина Волжского нефтеналивного речного пароходства «Волготанкер» Министерства речного флота РСФСР, гор. Астрахань  | 02.04.1981      | транспорт       | *Пензенская область  | [ ГС 22 ] |
| 17.000007 | Корниенко Николай Ильич         | 1898 — 23.12.1972       | Старший чабан колхоза имени Сталина Степновского района Астраханской области | 22.08.1950      | сельхоз         | *Калмыкия            | [ ГС 23 ] |
| 17.000008 | Логвиненко Гордей Андреевич     | 1916 — 24.11.1962       | Старший чабан колхоза имени Молотова Степновского района Астраханской области | 10.06.1949      | сельхоз         | *Калмыкия            | [ ГС 24 ] |
| 18        | Мендгазиев Баймаш               | 01.03.1890 — 14.06.1975 | Старший чабан каракулеводческого совхоза «Полынный» Министерства совхозов СССР, Енотаевский район Астраханской области                                                           | 26.09.1950      | сельхоз         | Харабалинский район  | [ ГС 25 ] |
| 19        | Наволокин Иван Иванович         | 24.01.1892 — 04.09.1960 | Бригадир Астраханской дистанции пути Рязано-Уральской железной дороги | 05.11.1943      | транспорт       | *Тамбовская область  | [ ГС 26 ] |
| 20        | Павлова Антонина Николаевна     | 1911 — ????             | Шлифовщица Астраханского машиностроительного завода «Октябрь» Астраханского совнархоза                                                                                           | 07.03.1960      | рыбхоз          | Астрахань            | [ ГС 27 ] |
| 20.000009 | Попенко Яков Ильич              | 1897—1978               | Старший чабан колхоза имени Сталина Степновского района Астраханской области | 10.06.1949      | сельхоз         | *Ростовская область  | [ ГС 28 ] |
| 21        | Попова Нина Михайловна          | 08.01.1928 — 11.05.2016 | Телеграфистка Астраханской телеграфно-телефонной станции Министерства связи СССР                                                                                                 | 04.05.1971      | связь           | Астрахань            | [ ГС 29 ] |
| 22        | Рожков Борис Сергеевич          | род. 01.08.1937         | Слесарь-инструментальщик Астраханского машиностроительного завода «Прогресс» Министерства радиопромышленности СССР                                                               | 29.03.1976      | радиопром       | Астрахань            | [ ГС 30 ] |
| 23        | Саблин Пётр Петрович            | род. 18.05.1927         | Капитан землечерпательного снаряда Каспийского рейдового управления морских путей Министерства морского флота СССР, Астраханская область                                         | 03.08.1960      | транспорт       | *Липецкая область    | [ ГС 31 ] |
| 24        | Савельев Иван Агеевич           | 13.02.1912 — 18.02.1982 | Председатель колхоза «Путь к коммунизму» Владимировского района Астраханской область                                                                                             | 30.04.1966      | сельхоз         | *Саратовская область | [ ГС 32 ] |
| 25        | Сафронов Пётр Алексеевич        | 1912 — 10.1981          | Капитан сейнера «Некрасов» Базы государственного морского лова, Астраханская область                                                                                             | 13.04.1963      | рыбхоз          | Икрянинский район    | [ ГС 33 ] |
| 26        | Свинарёва Зинаида Ивановна      | 27.10.1929 — 24.11.2014 | Бригадир колхоза имени Калинина Черноярского района Астраханской области | 30.04.1966      | сельхоз         | Черноярский район    | [ ГС 34 ] |
| 26.00001  | Семененко Афанасий Андреевич    | 1907—1978               | Старший чабан каракулеводческого совхоза «Западный» Степновского района Астраханской области                                                                                     | 01.12.1949      | сельхоз         | *Ростовская область  | [ ГС 35 ] |
| 27        | Сисекенов Салимбай              | род. 1934               | Старший чабан совхоза «Аксарайский» Красноярского района Астраханской области | 08.04.1971      | сельхоз         | Красноярский район   | [ ГС 36 ] |
| 28        | Тимофеев Николай Яковлевич      | 19.12.1921 — 12.12.1988 | Капитан-помощник механика теплохода «Дунайский-41» Волжского нефтеналивного речного пароходства «Волготанкер» Министерства речного флота РСФСР, гор. Астрахань                   | 04.05.1971      | транспорт       | Енотаевский район    | [ ГС 37 ] |
| 28.000011 | Щепин Тихон Михайлович          | 1904 — 29.02.1984       | Старший чабан колхоза имени Сталина Степновского района Астраханской области | 10.06.1949      | сельхоз         | *Калмыкия            | [ ГС 38 ] |
| 29        | Щуренко Владимир Кириллович     | 15.03.1927 — 11.02.2009 | Капитан-директор рыболовного морозильного суда «Каспий» Астраханской базы морского лова Министерства рыбного хозяйства СССР                                                      | 26.04.1971      | рыбхоз          | *Киевская область    | [ ГС 39 ] |

## Уроженцы Астраханской области, удостоенные звания Героя Социалистического Труда в других регионах СССР
| № | Фамилия, имя, отчество | Даты жизни              | Деятельность | Дата присвоения       | Отрасль | Место рождения    | ГС       |
| - | ---------------------- | ----------------------- | --- | --------------------- | ------- | ----------------- | -------- |
| 1 | Штепо Виктор Иванович  | 12.02.1928 — 09.12.2004 | Генеральный директор совхозного специализированного объединения «Волго-Дон» Калачёвского района Волгоградской области | 08.04.1971 09.09.1987 | сельхоз | Ахтубинский район | [ ГС 1 ] |

| №  | Фамилия, имя, отчество              | Даты жизни               | Деятельность | Дата присвоения | Отрасль            | Место рождения       | ГС        |
| -- | ----------------------------------- | ------------------------ | --- | --------------- | ------------------ | -------------------- | --------- |
| 1  | Абакумов Александр Викторович       | 04.10.1929 — 14.03.2020  | Капитан-флагман Управления сельдяного флота, Мурманская область | 13.04.1963      | рыбхоз             | Енотаевский район    | [ ГС 2 ]  |
| 2  | Алёшкин Павел Егорович              | 16.02.1913 — 06.02.2001  | Капитан среднего рыболовного траулера «Полярник» управления тралового флота Главкамчатрыбпрома Министерства рыбной промышленности СССР, Камчатская область                     | 02.03.1957      | рыбхоз             | Астрахань            | [ ГС 3 ]  |
| 3  | Беляева Валентина Яковлевна         | род. 31.12.1937          | Начальник комплексно-технологического потока № 3 сварочно-монтажного треста Министерства строительства предприятий нефтяной и газовой промышленности СССР, Горьковская область | 06.10.1983      | строительство      | Камызякский район    | [ ГС 4 ]  |
| 4  | Беспаев Захар Сулейманович          | 24.06.1924 — 17.02.2009  | Бригадир шофёров автоколонны № 2572 Алма-Атинского управления автомобильного транспорта Министерства автомобильного транспорта Казахской ССР                                   | 23.01.1974      | транспорт          | Ахтубинский район    | [ ГС 5 ]  |
| 5  | Болтинский Василий Николаевич       | 04.01.1904 — 02.01.1977  | Академик Всесоюзной академии сельскохозяйственных наук имени В. И. Ленина, гор. Москва                                                                                         | 04.01.1974      | наука              | Астрахань            | [ ГС 6 ]  |
| 6  | Буданова (Луцевая) Мария Тимофеевна | род. 01.01.1921          | Звеньевая колхоза имени Чапаева Молотовабадского района Сталинабадской области                                                                                                 | 01.03.1948      | сельхоз            | Астраханская область |           |
| 7  | Дедов Фёдор Иванович                | 13.02.1907 — 09.06.1977  | Председатель колхоза «Пролетарская победа» Западного района Калмыцкой АССР | 21.08.1959      | сельхоз            | Лиманский район      | [ ГС 7 ]  |
| 8  | Денекин Иван Игнатьевич             | 1911—1990                | Бригадир рыболовецкой бригады колхоза «Рассвет Севера» Охотского района Хабаровского края                                                                                      | 02.03.1957      | рыбхоз             | Астраханская область | [ ГС 8 ]  |
| 9  | Денисов Василий Васильевич          | 06.12.1926 — 10.05.2002  | Слесарь-инструментальщик Ульяновского машиностроительного завода имени Володарского Министерства машиностроения СССР                                                           | 26.04.1971      | оборонпром         | Астрахань            | [ ГС 9 ]  |
| 10 | Исмагулов Айтан                     | 1911—1950                | Заведующий коневодством колхоза имени Карла Маркса Новобогатинского района Гурьевской области                                                                                  | 23.07.1948      | сельхоз            | Красноярский район   | [ ГС 10 ] |
| 11 | Калягин Виктор Владимирович         | 15.07.1932 — 27.04.2021  | Первый секретарь Ипатовского райкома КПСС, Ставропольский край | 22.02.1978      | госуправление      | Икрянинский район    | [ ГС 11 ] |
| 12 | Капп Эуген Артурович                | 26.05.1908 — 29.10.1996  | Председатель правления Союза композиторов Эстонии, народный артист СССР, гор. Таллин                                                                                           | 26.05.1978      | культура           | Астрахань            | [ ГС 12 ] |
| 13 | Кириллов Владимир Андреевич         | 28.08.1925 — 20.08.1999  | Капитан дизель-электрохода «Ленин» Волжского объединённого речного пароходства Министерства речного флота РСФСР, гор. Горький                                                  | 13.05.1977      | транспорт          | Енотаевский район    | [ ГС 13 ] |
| 14 | Ковалёв Иван Васильевич             | 01.03.1908 — 01.03.1967  | Председатель рыболовецкого колхоза имени Ворошилова Невельского района Сахалинской области                                                                                     | 02.03.1957      | рыбхоз             | Ахтубинский район    | [ ГС 14 ] |
| 15 | Коробкова Евдокия Григорьевна       | род. 1935                | Прессовщица Волгоградского комбината силикатных строительных материалов Министерства промышленности строительных материалов РСФСР                                              | 22.05.1986      | промстройматериалы | Астраханская область | [ ГС 15 ] |
| 16 | Кочина Пелагея Яковлевна            | 13.05.1899 — 13.07.1999  | Заведующая отделом прикладной гидродинамики Института гидродинамики Сибирского отделения Академии наук СССР, академик АН СССР, гор. Новосибирск                                | 13.03.1969      | наука              | Астрахань            | [ ГС 16 ] |
| 17 | Кузнецов Александр Андреевич        | 1912 — 10.1977           | Капитан среднего рыболовного траулера «Север» управления тралового флота Главкамчатрыбпрома Министерства рыбной промышленности СССР, Камчатская область                        | 02.03.1957      | рыбхоз             | Астрахань            | [ ГС 17 ] |
| 18 | Ладушкин Илья Иванович              | 02.08.1909 — 15.10.1975  | Первый секретарь Верхнечирчикского райкома Компартии Узбекистана, Ташкентская область                                                                                          | 08.04.1971      | госуправление      | Астрахань            | [ ГС 18 ] |
| 19 | Лидовский Николай Гаврилович        | род. 07.11.1925          | Бригадир забойщиков комбината «Сихали» Приморского совнархоза | 09.06.1961      | металлургия        | Харабалинский район  |           |
| 20 | Марисов Валерий Константинович      | 23.10.1915 — 18.01.1992  | Первый секретарь Удмуртского обкома КПСС | 30.08.1982      | госуправление      | Астрахань            | [ ГС 19 ] |
| 21 | Ненашев Павел Николаевич            | 1914 — ????              | Старший чабан совхоза «Большой Царын» Сарпинского района Калмыцкой АССР | 22.03.1966      | сельхоз            | Черноярский район    | [ ГС 20 ] |
| 22 | Николаев Павел Николаевич           | 29.06.1913 — 1993        | Командир объединённого авиационного отряда Казахского территориального управления Гражданского воздушного флота, гор. Актюбинск                                                | 16.04.1963      | транспорт          | Астрахань            | [ ГС 21 ] |
| 23 | Пашков Георгий Николаевич           | 15.04.1909 — 20.03.1993  | Заместитель председателя Комиссии Президиума Совета Министров СССР по военно-промышленным вопросам, гор. Москва                                                                | 17.06.1961      | оборонпром         | Икрянинский район    | [ ГС 22 ] |
| 24 | Полющенко Василий Николаевич        | 27.02. 1922 — 26.09.1986 | Буровой мастер Прикумского управления буровых работ объединения «Ставропольнефтегаз» Министерства нефтяной промышленности СССР, Ставропольский край                            | 30.03.1971      | нефтепром          | Красноярский район   | [ ГС 23 ] |
| 25 | Смоленцев Михаил Константинович     | 27.10.1934 — 06.10.2021  | Проходчик горных выработок шахты № 4 комбината «Сахалинуголь» Министерства угольной промышленности СССР, Сахалинская область                                                   | 30.03.1971      | углепром           | Енотаевский район    | [ ГС 24 ] |
| 26 | Сутырин Валерий Александрович       | 14.03.1905 — 06.01.1968  | Директор Кировского машиностроительного завода имени XX партсъезда КПСС Министерства авиационной промышленности СССР, гор. Киров                                               | 22.07.1966      | машиностроение     | Астрахань            | [ ГС 25 ] |
| 27 | Уразгалиев Утегул                   | 1900 — ????              | Заведующий районным отделом сельского хозяйства Иргизского района Актюбинской области                                                                                          | 23.07.1948      | сельхоз            | Харабалинский район  | [ ГС 26 ] |
| 28 | Фоменко Пётр Кириллович             | 09.1915 — 1997           | Капитан океанского сейнера «Гжелка» рыбокомбината «Первый сейнерный» Главприморрыбпрома, Приморский край                                                                       | 02.03.1957      | рыбхоз             | Ахтубинский район    | [ ГС 27 ] |

## Герои Социалистического Труда, прибывшие в Астраханскую область на постоянное проживание из других регионов
| № | Фамилия, имя, отчество     | Даты жизни  | Деятельность                                                                                                 | Дата присвоения | Отрасль | Район проживания | ГС |
| - | -------------------------- | ----------- | --- | --------------- | ------- | ---------------- | -- |
| 1 | Гуркалова Ольга Филипповна | 1915 — ???? | Звеньевая Октемберянского плодо-виноградного совхоза Министерства пищевой промышленности СССР, Армянская ССР | 26.09.1950      | сельхоз |                  |    |